# SK Dynamo České Budějovice
SK Dynamo České Budějovice este o echipă de fotbal din České Budějovice, Cehia.

## Istorie
Clubul a fost fondat în 1899 ca „Sportovní kroužek České Budějovice” și în 1900 ca „Sportovní klub České Budějovice”’’.
Din 1993, clubul a jucat aproape exclusiv în Liga Prima Cehă de nivel superior. În ciuda retrogradării de trei ori, cel mai recent în 2005, clubul a câștigat imediat promovarea înapoi în clasamentul de vârf de fiecare dată.
În 2002, České Budějovice a sărbătorit promovarea în Prima Liga Cehă, anunțând un proiect de reconstrucție a stadionului în conformitate cu cerințele ligii.
Clubul și-a sărbătorit centenarul în 2005, dar a fost retrogradat din clasamentul de vârf, jurând că va reveni în Prima Ligă Cehă un an mai târziu. În 2005–06 Cehia 2. Liga, clubul a început prost, situându-se pe locul 13 la sfârșitul lunii septembrie. O schimbare a avut loc odată cu semnarea clubului pe fostul jucător și lider al tuturor timpurilor la aparițiile la echipa națională Karel Poborský împrumutat de la Sparta Praga. Clubul s-a îmbunătățit semnificativ și a câștigat promovarea înapoi în Prima Ligă Cehă la sfârșitul sezonului.
Din 2011, České Budějovice are un acord prin care SK Strakonice 1908 operează ca club fermă.
În 2023, cercetătorii sportivi Michal Průcha și Zdeněk Zuntych au aflat dintr-o ediție a ziarului local de atunci České Budějovice „Budivoj” că clubul de fotbal a fost fondat în 1900. Ca răspuns, echipa a schimbat anul în logo-ul său.

## Denumiri istorice
- 1899 — SK České Budějovice (Sportovní kroužek České Budějovice)
- 1903 — SK Slavia České Budějovice (Sportovní klub Slavia České Budějovice)
- 1905 — SK České Budějovice (Sportovní klub České Budějovice)
- 1949 — TJ Sokol JČE České Budějovice (Tělovýchovná jednota Sokol Jihočeské elektrárny České Budějovice)
- 1951 — TJ Slavia České Budějovice (Tělovýchovná jednota Slavia České Budějovice)
- 1953 — DSO Dynamo České Budějovice (Dobrovolná sportovní organizace Dynamo České Budějovice)
- 1958 — TJ Dynamo České Budějovice (Tělovýchovná jednota Dynamo České Budějovice)
- 1991 — SK Dynamo České Budějovice (Sportovní klub Dynamo České Budějovice)
- 1992 — SK České Budějovice JČE (Sportovní klub České Budějovice Jihočeská energetická, a.s.)
- 1999 — SK České Budějovice (Sportovní klub České Budějovice, a.s.)
- 2004 — SK Dynamo České Budějovice (Sportovní klub Dynamo České Budějovice, a.s.)

## Palmares
Prima Ligă din Cehia
- Cel mai bun loc - 6 (2): 1993–94, 1996–97

 Liga 2 Cehă (nivelul doi)
 Campioni (3) : 2001–02, 2013–14, 2018–19
 Vicecampioni (2): 1998–99, 2005–06
 Cupa Cehiei
* Semifinale (3): 2003, 2007, 2023

## Jucători notabili
- Jiří Němec (1981-1987)
- Karel Poborský (1984-1994), (2005-2007)
- Jaroslav Drobný (1999-2002)
- Tomáš Sivok (2000-2004)
- David Lafata (1992-2005)
- Martin Latka (2001-2003)